# Mercedonius
Mercedonius mensis (latin : Mercēdǒnĭus mensis ; grec ancien : μὴν μερχηδόνιος) ou encore Intercalaris était un mois intercalaire — ou embolismique — du calendrier romain antique. 

## Histoire et description
Mercedonius est aussi connu sous le nom de Intercalaris.
C'était un mois intercalaire (intercǎlārǐus mensis, en latin) de vingt-deux ou vingt-trois jours, étant inséré dans le mois de Februarius seulement dans des années bissextiles.
Les Romains ont cru que le mois avait été ajouté au calendrier romain (avec Januarius et Februarius) par le roi Numa Pompilius au VIIe siècle av. J.-C.
À l'origine, ce mois a été inséré tous les deux ou trois ans pour aligner la 355e journée de l'année en cours du calendrier de Numa avec les saisons. Plus tard, un système insérant plusieurs mois tous les huit ans a été adopté du calendrier grec. Aucun système n'a bien reflété la vraie longueur de l'année et les prêtres oubliaient souvent d'insérer les mois aux temps appropriés. De plus, pour des raisons politiques, la longueur des mois intercalaires était modifiée à l'initiative des prêtres afin de prolonger ou raccourcir selon leur bon vouloir la période de gouvernance de certains consuls.

### Suppression
Le mois Mercedonius a été supprimé par Jules César, en 46 av.J.-C., lors de l'introduction du Calendrier julien.

## Autres mois intercalaires
Mercedonius ne doit pas être confondu avec d'autres mois intercalaires du calendrier romain, notamment avec les deux mois intercalaires ajoutés à l'an 708 de Rome, dite année de confusion.